# Романтична дружба
Романтична дружба, пристрасна дружба чи ласкава дружба — дуже близькі несексуальні стосунки між друзями, часто пов'язані з певною фізичною близькістю, що трохи перевищує ту, яка є загальною в сучасних західних суспільствах. Вона може включати, наприклад, обійми, міцні обійми, тримання за руки, поцілунки, діління ліжка тощо. 
Термін, як правило, використовується в історичній науці, і описує дуже тісний зв’язок між людьми однієї статі протягом періоду історії, коли не було соціальної категорії гомосексуальності, як сьогодні. У зв'язку з цим термін був придуманий у пізньому XX столітті з метою ретроспективного опису типу відносин, який до середини XIX століття вважався не примітним, але з другої половини XIX століття став більш рідкісним, оскільки до фізичної близькості між несексуальними партнерами стали ставитись із засудженням. Романтична дружба між жінками в Європі та Північній Америці стала особливо поширеною в кінці XVIII — на початку XIX століть, з одночасним появою жіночої освіти та новою риторикою сексуальної різниці.

## Поняття

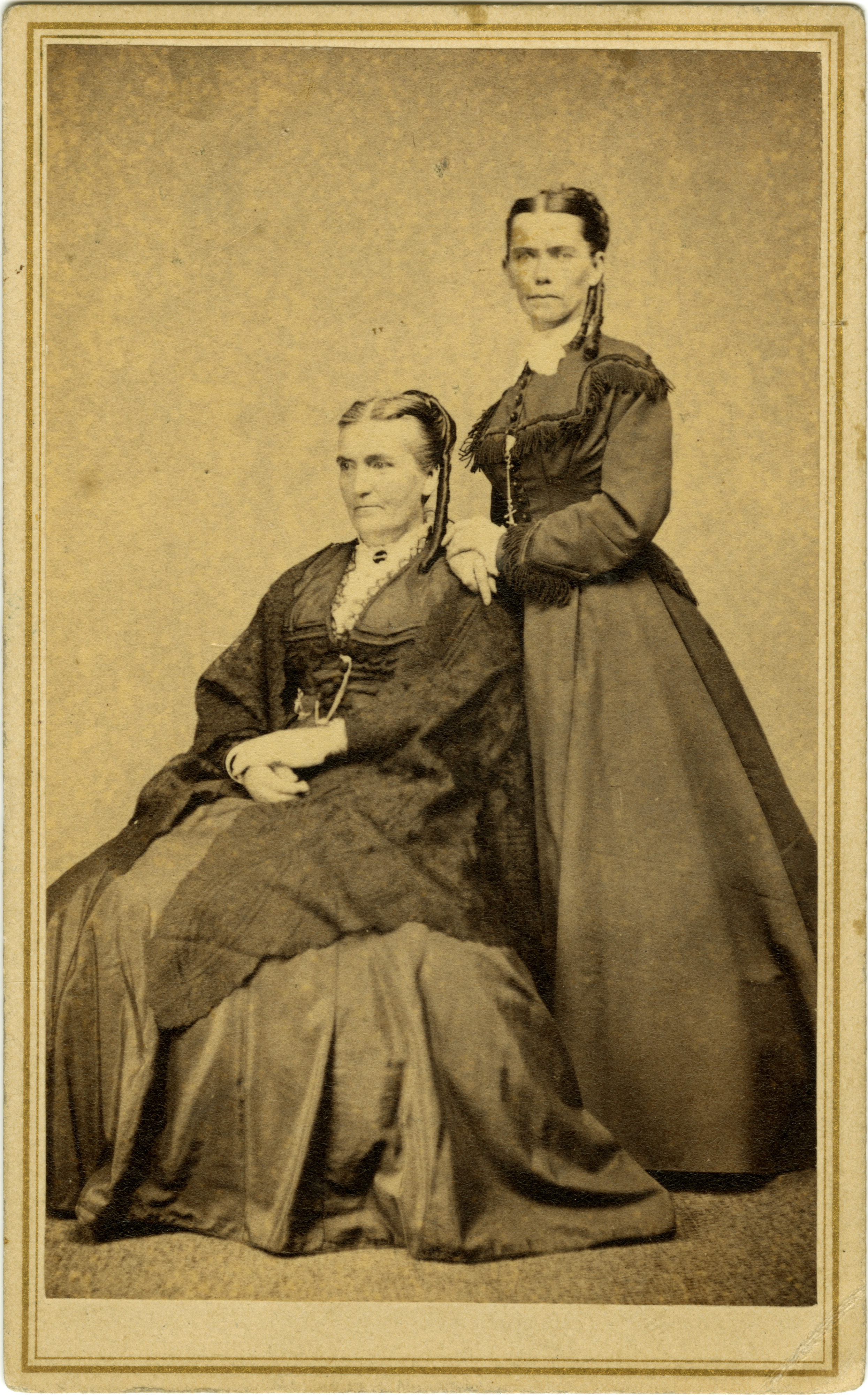
Засновниці Шимерського коледжу Сіндарелла Грегорі та Френсіс Шимер у 1869 році; їхні тісні стосунки характеризуються як «пристрасна дружба».

Романтична дружба є близькою до такого поняття, як французькою l'amitié amoureuse – дослівно «закохана дружба»: от фр. l'amitié - дружба, amoureuse – закохана (вимовляється як «лямитьї́ амурьо́з»). Епістолярний роман під такою назвою в 1896 році написала і анонімно видала Ерміна Леконт дю Нуї, романтична подруга славетного французького письменника Гі де Мопассана, стосунки з яким вона й змалювала.  

## Об’єкт почуттів
Романтична дружба можлива як між представниками однієї статі, так і між жінками і чоловіками; між людьми різного віку; як одруженими, так і одинаками; як між людьми, що спілкуються в реалі, так і між тими, хто знає один одного лише через соціальні мережі. 

## Види
Окремими видами романтичної дружби можна вважати броманс як тісні несексуальні стосунки між чоловіками і вуманс — те ж саме, але між жінками. Ці різновиди романтичної дружби винесені в окремі категорії в контексті уваги до гомосоціальних зв’язків у суспільстві. Близьким до бромансу можна вважати традиційне для українців побратимство. 

## Відмінні риси
Це емоційно насичена, інтимна, ніжна дружба, забарвлена легкою закоханістю в людину як в особистість, а не як у сексуальний об’єкт. Цьому почуттю притаманні повага до друга, захоплення його душевними якостями, здібностями, талантами. Це легкі, необтяжливі, довірливі несексуальні стосунки, які хочеться продовжувати. Романтичні друзі не сприймають себе як пару, не з’ясовують стосунків, не ревнують до сексуальних партнерів, дружин чи чоловіків, друзів чи рідних один одного.  

## Диференціація відносно інших почуттів
Романтична дружба – це особливе неповторне почуття. Не варто плутати її ні з класичною дружбою, ні з коханням, ні з придушеним гомосексуальним потягом. Так само немає сенсу пояснювати для себе та для інших такі стосунки сестринськими, материнськими, дочірніми (братськими, батьківськими, синовніми) почуттями. Це також і не флірт, який при всій своїй легкості несе в собі сексуальний підтекст і нерідко є лише прелюдією чи то до любовної авантюри, чи то до серйозних стосунків. Нічого спільного романтична дружба не має також і з нерозділеним коханням чи формуванням «запасного гравця» через не занадто вдалий шлюб. Це і не платонічне кохання, яке передбачає ідеалізацію об’єкта і певну екзальтацію. Платонічне кохання можливе на відстані і стосовно мало знайомої людини, а романтична дружба – це зазвичай теплі стосунки з близькою реальною особистістю, з якою приємно проводити час і спілкуватися. Така дружба виникає тоді, коли краще пізнаєш людину, захоплюєшся її розумовими та душевними якостями. І абсолютно нічого спільного не має романтична дружба з таким сучасним поняттям, як дружній секс.    

## Співвідношення з сексуальністю
Романтична дружба – це дуже тепле, ніжне, спокійне почуття «вище пояса». Вона може містити легкий еротизм і естетичне задоволення від споглядання людини – того, як вона говорить, повертає голову, кидає погляд, їсть, сміється… Але це милування не викликає сексуального бажання та пристрасті. Фізичні контакти зазвичай обмежуються поцілунками в щічку, дружніми обіймами, поплескуванням по плечу. Все це задовольняє емоційні, а не статеві потреби друзів. 